# Micromadarus
Micromadarus är ett släkte av skalbaggar. Micromadarus ingår i familjen vivlar.
Kladogram enligt Catalogue of Life:
| Micromadarus | \| \| Micromadarus collaris \| \| \| \| |
|              | \| \| Micromadarus collaris \| \| \| \| |
|              | Micromadarus collaris                   |
|              |                                         |